# دريا ميشيل
"أندرايا ميشيل هوارد" (ولدت في 23 يناير 1985) هي شخصية إعلامية أمريكية وعارضة أزياء وممثلة ومصممة أزياء . 

## النشأة
ولدت أندرايا ميشيل وترعرعت في ريدينغ بولاية بنسلفانيا .

## الحياة المهنية
تمكنت ميشيل من لفت انتباه الجمهور لأول مرة بصفتها صديقة الفنان كريس براون الحميمة. كانت جزءًا من طاقم الممثلين المبتدئين في سلسلة VH1 Basketball Wives LA في عام 2011 ، وفي نفس العام ظهرت أول مرة في التمثيل في TV One's Will to Love مقابل Keshia Knight-Pulliam و Marques Houston. ظلت جزءًا من طاقم العمل Basketball Wives LA حتى مغادرتها في نهاية الموسم الرابع من العرض في عام 2015. كان دورها في فيلم The Perfect Match 2016داعم.
تمتلك عدداً من خطوط الأزياء: خط ملابس السباحة Mint Swim الذي أُطلق في عام 2011, وخط ملابس أسلوب الحياة الخاص بها Fine Ass Girls الذي أُطلق في عام 2013 . وأطلقت خط ملابس آخر "بيج و كوكو" في نوفمبر 2016  نسخة محفوظة 6 فبراير 2022 على موقع واي باك مشين..

## الحياة الشخصية
لديها طفلان، أحدهما مع خطيبها السابق وواحد مع أورلاندو سكاندريك .  أصولها أفريقية أمريكية وإيطالية . 

## فيلموغرافيا
- زوجات كرة السلة لوس أنجلوس بنفسها (2011)
- أزواج هوليوود الحقيقيون بنفسها (2013)
- Will to Love as Candice Koleto (2015) إرادة الحب مثل كانديس كوليتو (2015)
- التطابق المثالي مثل هولي (2016)
- أخرج السيدة في دور دودي مونرو (2016)
- صحيح للعبة مثل Cherelle (2017)
- حتى يفرقنا الموت بدور أماندا (2017)
- نحن ننتمي معًا في دور تريسي جاكوبس / لورا سانتياغو (2018)
- الكل في كجينا (2018)
- نجمة مثل كلوي ديفيد (2018)
- Tales as Viveca (مسلسل تلفزيوني) (2019) [3]
- دون توليفر - كارديجان (فيديو موسيقي) (2020)
- أفضل ما في لوس أنجلوس بدور شارلوت هيوم (مسلسل تلفزيوني ، حلقتان) (2020) [4]
- Be Someone as Mia (مسلسل تلفزيوني) (2021) [5]
- القتال الذي لا ينتهي أبدًا مثل بيفرلي ويليامز (فيلم تلفزيوني) (2021)

## روابط خارجية
- الموقع الرسمي
- دريا ميشيل في قاعدة بيانات الأفلام على الإنترنت